# Коя (Вакаяма)
Коя (яп. 高野町, こうやちょう, коя тьо ) — містечко в Японії, у північно-східній частині префектури Вакаяма.
Коя славиться священними однойменними горами, на яких розміщені храмовий комплекс секти Сінґон-сю, зарахований до Світової спадщини ЮНЕСКО.